# Mahala, Podgorica
Mahala este un oraș din municipiul Podgorica, Muntenegru. Conform datelor de la recensământul din 2003, orașul are 1235 de locuitori (la recensământul din 1991 erau 953 de locuitori).

## Demografie
În orașul Mahala locuiesc 899 persoane adulte, iar vârsta medie a populației este de 35,8 de ani (34,1 la bărbați și 37,6 la femei). În localitate sunt 334 de gospodării, iar numărul mediu de membri în gospodărie este de 3,69.
Populația localității este foarte eterogenă.
|  |

| Demografie | Demografie | Demografie |
| An         | Locuitori  | Locuitori  |
| ---------- | ---------- | ---------- |
|            |            |            |
|            |            |            |
|            |            |            |
|            |            |            |
| 1948       | 586        |            |
| 1953       | 601        |            |
| 1961       | 664        |            |
| 1971       | 691        |            |
| 1981       | 978        |            |
| 1991       | 953        | 934        |
| 2003       | 1254       | 1235       |

| \| Componența etnică conform recensământului din 2003[2] \| Componența etnică conform recensământului din 2003[2] \| Componența etnică conform recensământului din 2003[2] \| Componența etnică conform recensământului din 2003[2] \| Componența etnică conform recensământului din 2003[2] \| \| ----------------------------------------------------- \| ----------------------------------------------------- \| ----------------------------------------------------- \| ----------------------------------------------------- \| ----------------------------------------------------- \| \| \| \| \| \| \| \| Muntenegreni \| Muntenegreni \| \| 761 \| 61,61% \| \| Sârbi \| Sârbi \| \| 394 \| 31,9% \| \| Croați \| Croați \| \| 7 \| 0,56% \| \| Macedoneni \| Macedoneni \| \| 3 \| 0,24% \| \| Albanezi \| Albanezi \| \| 2 \| 0,16% \| \| Iugoslavi \| Iugoslavi \| \| 2 \| 0,16% \| \| Germani \| Germani \| \| 1 \| 0,08% \| \| necunoscută \| necunoscută \| \| 1 \| 0,08% \| |              |  |     |        |
| Componența etnică conform recensământului din 2003 |              |  |     |        |
| |              |  |     |        |
| Muntenegreni | Muntenegreni |  | 761 | 61,61% |
| Sârbi | Sârbi        |  | 394 | 31,9%  |
| Croați | Croați       |  | 7   | 0,56%  |
| Macedoneni | Macedoneni   |  | 3   | 0,24%  |
| Albanezi | Albanezi     |  | 2   | 0,16%  |
| Iugoslavi | Iugoslavi    |  | 2   | 0,16%  |
| Germani | Germani      |  | 1   | 0,08%  |
| necunoscută | necunoscută  |  | 1   | 0,08%  |